# Harald Rein
Harald Rein (Bochum, 1º ottobre 1957) è un teologo e vescovo vetero-cattolico tedesco naturalizzato svizzero.

## Biografia
Dal 1982 fa parte della Chiesa cattolica cristiana svizzera, inizialmente come curato a Möhlin, poi come pastore tra il 1983 e il 1993 a Obermumpf-Wallbach, infine dal 1993 nella parrocchia di Zurigo. Nel 2001 assunse la nazionalità svizzera e fu candidato al seggio episcopale, senza però essere eletto; fu quindi nominato vicario episcopale dal neoeletto vescovo Fritz-René Müller, e dopo le dimissioni di quest'ultimo il 1º marzo 2009 è divenuto Amministratore apostolico. In occasione della 141ª Sessione del Sinodo Nazionale della Chiesa cattolica cristiana svizzera il 12 giugno 2009 a Olten è stato eletto settimo vescovo della sua Chiesa, raggiungendo la necessaria maggioranza dei due terzi al secondo scrutinio con 87 voti sui 120 validi. È stato consacrato vescovo il 12 settembre 2009 nella Chiesa degli agostiniani di Zurigo.
Ha conseguito il dottorato di ricerca in Teologia presso l'Università di Lucerna con una dissertazione di teologia pastorale sulle chiese autostradali. Nel resto della sua attività scientifica si è concentrato sul tema della gestione delle parrocchie. Ha studi post laurea in management pubblico e di governance della formazione.
All'interno del movimento ecumenico Harald Rein, tra l'altro, è stato Presidente del Gruppo di lavoro delle Chiese cristiane nel Cantone di Zurigo e Delegato della Chiesa cattolica cristiana svizzera alla nona sessione plenaria del Consiglio Ecumenico delle Chiese del 2006 a Porto Alegre. Ha poi pubblicato uno studio sui rapporti ecumenici tra le Chiese anglicana vetero-cattolica e ortodossa.
Il 3 aprile 2011 ha assunto l'incarico di Delegato della Conferenza episcopale vetero-cattolica internazionale per la Chiesa vetero cattolica dell'Unione di Utrecht in Italia, incarico lasciato a far data dal 1º luglio dello stesso anno.

## Genealogia episcopale
La genealogia episcopale è:
Il vescovo Harald Rein si è augurato che alla prossima elezione in Svizzera venga eletto un vescovo donna affermando che la successione apostolica è una continuità teologica, una fedeltà della comunità dei credenti, non una catena di imposizione di mani. Fedeltà della Chiesa locale alla fede cristiana e al credo dell'unica chiesa, verificata dagli altri vescovi che confermano consacrando il nuovo vescovo per la chiesa locale.
CHIESA CATTOLICA ROMANA
- Cardinale Scipione Rebiba
- Cardinale Giulio Antonio Santori
- Cardinale Girolamo Bernerio, O.P.
- Arcivescovo Galeazzo Sanvitale
- Cardinale Ludovico Ludovisi
- Cardinale Luigi Caetani
- Vescovo Giovanni Battista Scanaroli
- Cardinale Antonio Barberini iuniore
- Arcivescovo Charles-Maurice le Tellier
- Vescovo Jacques Bénigne Bossuet
- Vescovo Jacques de Goyon de Matignon
- Vescovo Dominique Marie Varlet

CHIESA CATTOLICA OLANDESE (SCISMA)
- Arcivescovo Petrus Johannes Meindaerts
- Vescovo Johannes van Stiphout
- Arcivescovo Walter van Nieuwenhuisen
- Vescovo Adrian Jan Broekman
- Arcivescovo Jan van Rhijn
- Vescovo Gisbert van Jong
- Arcivescovo Willibrord van Os
- Vescovo Jan Bon
- Arcivescovo Jan van Santen

CHIESA VETERO-CATTOLICA
- Vescovo Jan Lambert Wirix-Speetjens
- Arcivescovo Joris August Odilius Ludovicus Vercammen
- Vescovo Harald Rein

## Opere
- Limiti della pastorale: la tensione tra la competenza territoriale e funzionale del ministero parrocchiale a chiese, come l'autostrada in Germania. Peter Lang, Berna, 1987, ISBN 3-261-03779-2
- Comunità Chiesa: Le relazioni tra anglicani, vetero-cattolici e ortodossi dal 1870 al 1990 e la loro rilevanza ecumenica. 2 voll (pubblicazioni universitarie europee. Serie 23, Teologia), Peter Lang, Berna 1993-1994. ISBN 3-906750-72-8 (Vol. 1), ISBN 3-906752-32-1 (vol 2)